# Водице (Црес)
Водице (хрв. Vodice) су насељено мјесто у саставу града Цреса, на острву Цресу, Приморско-горанска жупанија, Република Хрватска.

## Историја
До територијалне реорганизације у Хрватској били су у саставу старе општине Црес-Лошињ.

## Становништво
У попису становништва из 2011. године, Водице су имале 7 становника.
| Становништво према пописима | Становништво према пописима | Становништво према пописима | Становништво према пописима | Становништво према пописима | Становништво према пописима | Становништво према пописима | Становништво према пописима | Становништво према пописима | Становништво према пописима | Становништво према пописима | Становништво према пописима | Становништво према пописима | Становништво према пописима | Становништво према пописима | Становништво према пописима |
| --------------------------- | --------------------------- | --------------------------- | --------------------------- | --------------------------- | --------------------------- | --------------------------- | --------------------------- | --------------------------- | --------------------------- | --------------------------- | --------------------------- | --------------------------- | --------------------------- | --------------------------- | --------------------------- |
| 1857                        | 1869                        | 1880                        | 1890                        | 1900                        | 1910                        | 1921                        | 1931                        | 1948                        | 1953                        | 1961                        | 1971                        | 1981                        | 1991                        | 2001                        | 2011                        |
| 0                           | 0                           | 29                          | 35                          | 43                          | 47                          | 0                           | 0                           | 58                          | 46                          | 33                          | 31                          | 25                          | 12                          | 12                          | 7                           |

Напомена: Године 1857, 1869, 1921, и 1931. године подаци су садржани у насељу Предошћица. Од 1880. године до 1910. године изражено као део насеља.

### Попис1991.
У попису из 1991. године, насељено место Водице је имало 12 становника, следећег националног састава:
| Popis 1991.‍     | Popis 1991.‍     | Popis 1991.‍ | Popis 1991.‍ | Popis 1991.‍ |
| --------------- | --------------- | ----------- | ----------- | ----------- |
|                 |                 |             |             |             |
| Hrvati          | Hrvati          |             | 11          | 91,66%      |
| neopredijeljeni | neopredijeljeni |             | 1           | 8,33%       |
| ukupno: 12      |                 |             |             |             |

| Попис 1991.‍  | Попис 1991.‍  | Попис 1991.‍ | Попис 1991.‍ | Попис 1991.‍ |
| ------------ | ------------ | ----------- | ----------- | ----------- |
|              |              |             |             |             |
| Хрвати       | Хрвати       |             | 11          | 91,66%      |
| неопредељени | неопредељени |             | 1           | 8,33%       |
| укупно: 12   |              |             |             |             |

## Књижевност
- Савезни завод за статистику и евиденцију ФНРЈ и СФРЈ, попис становништва 1948, 1953, 1961, 1971, 1981. и 1991. године године.
- Књига: „Етнички и вјерски састав становништва Хрватске, 1880-1991: по насељима, аутор: Јаков Гело, издавач: Државни завод за статистику Републике Хрватске, 1998.,  953-6667-07-X,  978-953-6667-07-9 ;